# Stephan Flauder
Stephan Flauder (* 30. Mai 1986 in Frankfurt (Oder)) ist ein deutscher Fußballtorhüter.

## Karriere
Flauder spielte im Jugendbereich beim Frankfurter FC Viktoria und kam dort noch als Jugendspieler in der Rückrunde der Saison 2003/04 zu zwei ersten Einsätzen für die Herrenmannschaft in der damals viertklassigen Oberliga Nord. Nach dem Abstieg der Herrenmannschaft in die Brandenburgliga kam er in der anschließenden Saison 2004/05 dort regelmäßig zum Einsatz.
2005 wechselte er zum FC Erzgebirge Aue, bei dem er zunächst sowohl in der U19 des Vereins als auch in der zweiten Mannschaft zum Einsatz kam. In der Rückrunde 2007/08 absolvierte er gegen den TSV 1860 München sein erstes Spiel in der 2. Bundesliga. Zur Saison 2008/09 war er mit Martin Männel einer der beiden Torhüter des Clubs und absolvierte neun Drittligaspiele. In den folgenden beiden Jahren war er Männels Vertreter und ersetzte ihn jeweils in einer Saisonpartie. In der Spielzeit 2011/12 kam er als Nummer zwei im Tor zu keinem Bundesligaeinsatz. 2012/13 machte Flauder zwei Spiele und schaffte mit Erzgebirge Aue am letzten Spieltag den Klassenerhalt.
Zur Saison 2013/14 wechselte Flauder zum BFC Dynamo in die Oberliga. In seiner ersten Saison mit den Weinroten konnte er bereits am 22. Spieltag nach 20 Siegen und nur zwei Unentschieden den Aufstieg in die Regionalliga feiern. Dabei war Flauder seit November 2013 in über 1.000 Spielminuten ohne Gegentor geblieben. Mit dem im April 2014 gesicherten Aufstieg in die Regionalliga verlängerte Flauder seinen Vertrag beim BFC bis zum Sommer 2015. Zur Saison 2015/16 wechselte Flauder zum Berliner AK 07. Dort übernahm er sofort den Stammplatz im Tor und spielte mit dem Klub eine starke Saison. Punktgleich mit dem Tabellenersten FSV Zwickau scheiterte man nur knapp an der Meisterschaft.
Zur Spielzeit 2017/18 verstärkt Flauder den früheren Bundesligisten Tennis Borussia Berlin in der Fußball-Oberliga Nordost. Nach einem Jahr wechselte er zum Regionalligisten FC Viktoria 1889 Berlin. Dort löste er seinen Vertrag vorzeitig auf, um in der Saison 2020/21 für Kickers Offenbach aufzulaufen. Bei den Hessen wurde er Mannschaftskapitän und bestritt die folgenden eineinhalb Spielzeiten als Stammtorhüter, ehe er während der Rückrunde seiner zweiten Saison ab Februar 2022 verletzungsbedingt für den Rest der Spielzeit ausfiel. Sein im Sommer 2022 auslaufender Vertrag wurde anschließend nicht verlängert.

## Erfolge
- Aufstieg in die 2. Bundesliga: 2010 mit Erzgebirge Aue
- Berliner Landespokalsieger: 2015 mit BFC Dynamo, 2019 mit FC Viktoria 1889 Berlin
- Hessenpokalsieger: 2022 mit Kickers Offenbach